# Partido Conservador (Brasil Império)
O Partido Conservador foi um partido político brasileiro do Período Imperial, surgido por volta de 1836. Foi sucessor ideológico direto do Partido Restaurador, reunindo os antigos caramurus (exceto Antônio Francisco de Paula de Holanda Cavalcanti de Albuquerque) com membros dissidentes do Partido Moderado. Também se denominavam regressistas, em contraposição aos progressistas partidários do Padre Diogo Antônio Feijó. O partido abarcava grandes proprietários rurais, ricos comerciantes e altos funcionários do governo. A força política dos conservadores concentrava-se nas províncias do Nordeste.

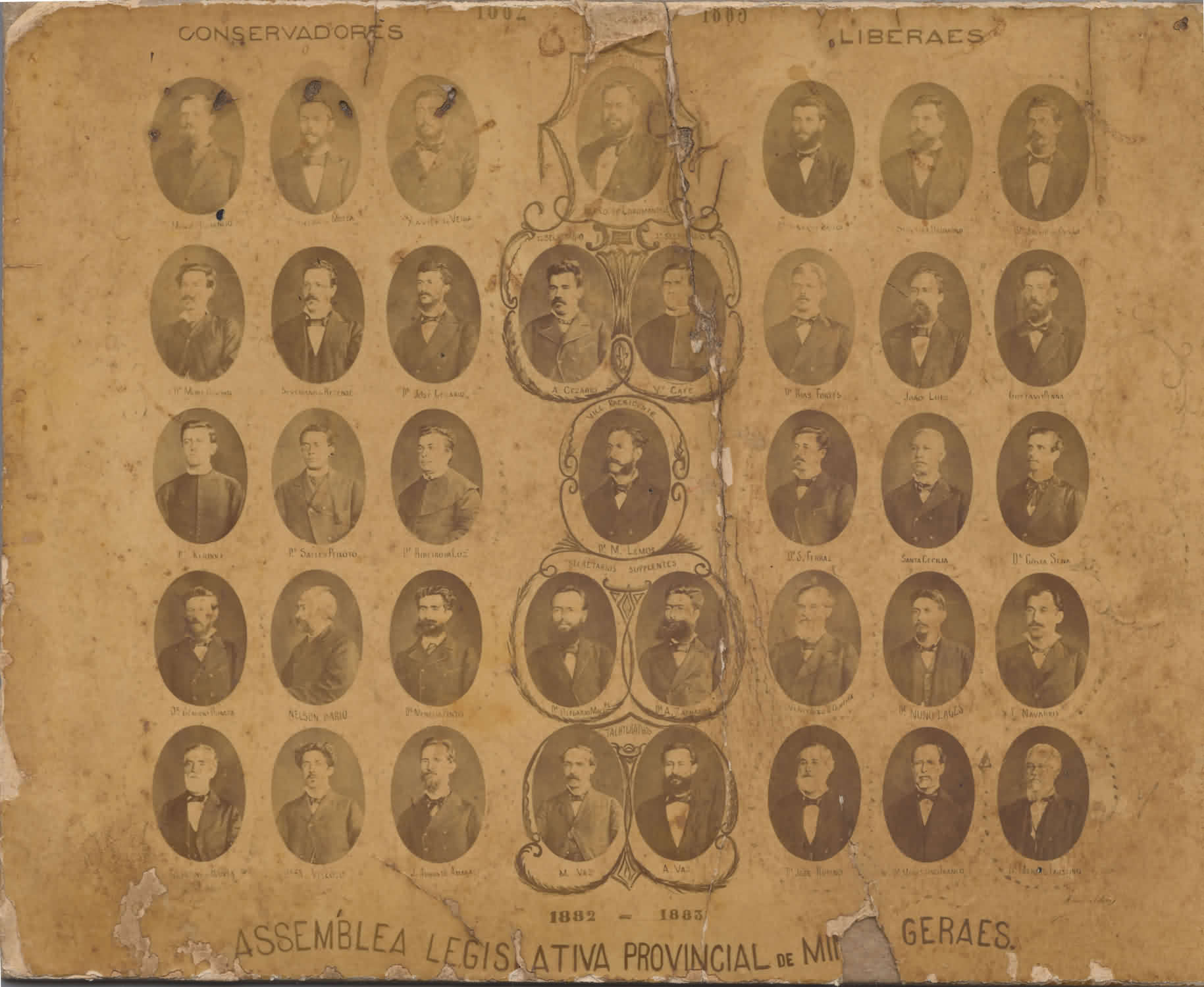
Painel fotográfico dos membros da Assembleia Legislativa de Minas Gerais, no biênio 1882-1883, onde se vê a bancada do Partido Conservador e a do Partido Liberal, (Arquivo Público Mineiro).

Em 1862, um grupo de eminentes membros do Partido Conservador — Pedro de Araújo Lima, José Tomás Nabuco de Araújo Filho, João Lins Vieira Cansanção de Sinimbu, José Antônio Saraiva, João Lustosa da Cunha Paranaguá e Zacarias de Góis — formaram a "Liga Progressista", que a partir de 1868 se uniu ao Partido Liberal, gerando insatisfações dentro deste partido. Em 1870, os liberais "exaltados" do Partido Liberal lançaram o Partido Republicano. Com a Proclamação da República em 1889, o partido foi extinto.

## História

### Antecedentes
Após ocorrida a abdicação de Dom Pedro I em 1831, tem-se início o período Regencial e, acompanhado dele, uma considerável descentralização administrativa. Considerada por alguns historiadores como uma experiência republicana, a Regência foi palco de ação de políticos liberais, quer sejam de exaltados ou moderados, e também de revoltas, populares ou não, de cunho contestatório ao governo central. Muitas mudanças ocorreram durante esse período compreendido entre 1831 e 1840. Ainda no ano de 1832, com o Código de Processo Penal é atribuída ampla autonomia administrativa aos municípios e, também, cria-se o chamado habeas corpus, um mecanismo de defesa da liberdade individual, sendo-lhe intrínseco um cunho liberal.
Em 1834, vota-se o Ato Adicional à Constituição de 1824. A partir deste, são criadas as Assembleias Provinciais, extingue-se o Conselho de Estado, concede-se maior autonomia às Províncias, substitui-se a Regência Trina pela Una e, ainda, o Poder Moderador é praticamente esvaziado de seu poder. O projeto de lei, redigido pelo então liberal Bernardo Pereira de Vasconcelos, recebera várias emendas, que acabaram por modificar a essência da primeira redação: objetivava-se implantar no Brasil uma federação aos moldes norte-americanos, haja vista as medidas descentralizadoras e a transferência das atribuições apaziguadoras do poder moderador para o executivo. Pois, na visão dos liberais, o quarto poder brasileiro era antidemocrático por ter direito a veto sobre as decisões dos demais, sendo assim prejudicial para a constituição da verdadeira federação no Império.
No ano seguinte, o expoente dos moderados, Diogo Antônio Feijó, torna-se o regente, tendo que controlar as várias rebeliões que eclodiam no território, em especial a Farroupilha. A descentralização, implantada em 1834, mostrava-se como a promotora da anarquia e não da satisfação provincial, como se previa no momento de sua votação. Isso é percebido na fala de Bernardo Pereira de Vasconcelos, em sessão do Senado em 1839: “eu entendi que o Ato Adicional deveria ser aprovado tal qual o redigi e apresentei […]. Não consegui o meu desejo; fizeram-lhe consideráveis emendas que o podem tornar, como eu receava, a carta da anarquia”
Além disso, Feijó ainda propagava ideias abolicionistas, considerando que o trabalho escravo deveria ser substituído, progressivamente, por meio da imigração. A ala mais conservadora dos liberais moderados, temendo a abolição, balcanização do território e a desordem gerada pela descentralização administrativa, retira seu apoio a Feijó. Sem maioria na Câmara, o regente é obrigado a renunciar, sendo substituído por Araújo Lima cuja permanência na Regência se dá até a maioridade de D. Pedro de Alcântara.

### Início

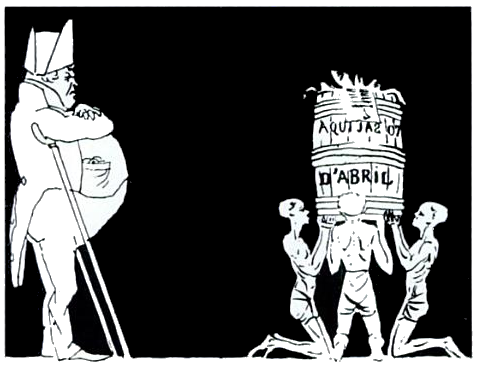
Caricatura de Bernardo Pereira de Vasconcelos, a "enterrar" as conquistas liberais do 7 de abril.

A queda de Feijó marca, assim, o início do processo de constituição dos partidos imperiais da primeira metade do século XIX, a saber, o Liberal e o Conservador. Não obstante a ação enquanto representantes no poder legislativo, configura-se uma incorreção considerar os grupos liberal e conservador como partidos na significação completa da palavra, isso porque até 1860 nenhum desses grupos possuía um programa bem definido, nem tão pouco escrito como o Partido Conservador.
Em 1837, portanto, os grupos se distanciam, revelando a capa conservadora de um e a tendência liberal do outro. O grupo conservador constitui-se por moderados pretendentes do restabelecimento da ordem e da centralização administrativa, como também por caramurus que viram suas intenções restauradoras enfraquecidas a partir de 34, momento em que D. Pedro I falece e malogra a tentativa de reinstituí-lo no trono do Brasil.
Os conservadores provinham de grupos ligados à burocracia imperial e, também, de proprietários de terra e escravos que tinham o mercado externo como alvo de sua produção. A estes era necessário um governo central forte, capaz de garantir condições únicas para o escoamento da produção em todas as províncias, além de manter o papel unívoco da administração, traço que conferia uma posição privilegiada aos funcionários imperiais. Uma considerável parte destes possuíam formação superior, em sua maioria, na área jurídica, o que lhes conferia grande capacidade discursiva e características favoráveis à administração: eram bons dirigentes, além de possuírem aliados em todas as frentes, da elite agroexportadora aos detentores do nascente capital burguês.
Os moderados, participantes fervorosos no 7 de abril, contrários aos desmandos de D. Pedro I, fundam um partido conservador, entendendo que o liberalismo se ressignificara no período Regencial. Para eles a facção de Feijó havia “bebido em liberalismo de fontes exageradas”: a descentralização administrativa criava nas províncias uma certa repulsa ao poder central, cujas marcas estavam nas revoltas e no decorrente risco da balcanização do território.
Bernardo Pereira de Vasconcelos, fundador do Partido Conservador, justifica sua mudança utilizando-se dessa mesma tese:
| “ | Fui liberal, então a liberdade era nova no país, estava nas aspirações de todos mas não nas leis, não nas ideias práticas; o poder era tudo; fui liberal. Hoje, porém, é diverso o aspecto da sociedade: os princípios democráticos tudo ganharam e muito comprometeram; a sociedade que até então corria risco pelo poder, corre agora risco pela desorganização e pela anarquia. Como então quis, quero hoje servi-la, quero salvá-la e por isso sou regressista. Não sou trânsfuga, não abandono a causa que defendi no dia do seu perigo, de sua fraqueza: deixo-a no dia que tão seguro é o seu triunfo que até o excesso a compromete | ” |

### Saquaremas
Carregado de um sentimento tradicional manipulador, o termo saquarema é difundido como identificador do Partido Conservador Imperial. A gênese da denominação remonta o ano de 1845, momento em que os liberais compunham o ministério de D. Pedro II.
Em Saquarema, vila da Província do Rio de Janeiro, dois chefes conservadores, proprietários de terra e escravos, libertaram os eleitores do mando do padre, e também subdelegado, José Cêa e Almeida que obrigava estes a votarem nos candidatos do Partido Liberal. Aos protegidos pelos proprietários atribuiu-se o nome de saquaremas, indicativo de proteção e favorecimento. Os liberais, aproveitando-se da ocorrência, disseminaram o termo, visando vingar-se da denominação de luzias, lhes atribuída após sua derrota frente aos conservadores em 1842 na batalha de Santa Luzia. O intento liberal mostrou-se eficaz, pois em 1846, na Província de Pernambuco, um jornal conservador fora batizado como “O Saquarema”.

## Organização

### União Conservadora
No final dos anos 1860, Antônio Cândido da Rocha era um dos gestores do grêmio paranaense da União Conservadora. Fundado em junho de 1867 pelas lideranças sociais do Partido Conservador, tal órgão partidário propiciou a consolidação da hierarquia partidária e das
regras de absorção e atuação dos correligionários conservadores no interior das províncias. 
É necessário salientar que antes da implantação da União Conservadora já existiam diretórios provinciais e municipais do Partido Conservador. Havia, também, um diretório nacional, denominado de Clube Central.
Antes da reorganização administrativa do Partido Conservador, não existiam ritos precisos e transparentes para a definição de candidaturas parlamentares. Por outro lado, tal excerto é uma evidência de que, antes da citada reorganização, o Partido Conservador possuía uma administração central. 
O partido não era apenas uma reunião de núcleos administrativos independentes. Essa administração central, porém, era admoestada em virtude
da natureza oligárquica de seu modelo de gestão.
A criação da União Conservadora ocasionou a implantação de um diretório nacional do partido, denominado de Centro Conservador. Ao mesmo tempo, a fundação da União também implicou a instauração de diretórios provinciais, denominados de Grêmios, e de diretórios
municipais, que receberam o nome de Juntas.

### Diretórios

#### Juntas
As juntas possuíam a prerrogativa de participar da escolha dos candidatos dos Grêmios provinciais. Os membros das juntas enviados seus representantes — os deputados — às reuniões deliberativas dos Grêmios. Esses deputados também participavam da escolha do representante do Grêmio, denominado de deputado, no Centro da União Conservadora.
Ao mesmo tempo, cumpre demonstrar que as juntas possuíam autonomia para inserir ou suprimir cargos específicos da Mesa Diretora. Assim, a principal diferença entre os diretórios municipais do Partido Conservador consistia no número de funções e de membros da Mesa Diretora.  

#### Grêmios
Por outro lado, a organização de diretórios provinciais do Partido Conservador permitiu que os potentados desenvolvessem uma ação política conjunta. Em geral, tal ação consistia em interferir na gestão dos presidentes de província. Essa interferência, portanto, solapava a autonomia desses agentes imperiais. 
Segundo o articulista de O Publicador Maranhense, essa situação era peculiar às províncias do Norte em 1870: “A atitude que no Pará, no Maranhão e no Piauhy tem tomado os grêmios conservadores em relação às presidências, não pode deixar de merecer a attenção do governo imperial e do centro director desse partido. Os grêmios querem governar com a responsabilidade dos presidentes, e manifestam de dirigir e nullificar as administrações”.

#### Centro Conservador
O Centro Conservador não possuía a prerrogativa de envolver-se na gestão das unidades regionais do partido. Trata-se, portanto, de uma evidência de que, no projeto da elite imperial, estava prevista ampla autonomia para as elites regionais consolidarem seu próprio modelo de administração de diretórios: “O Centro tem esse nome, não por ter jurisdição sobre os grêmios provinciais (o que é vedado pelo § 3º do art. 11 do capit. III), mas simplesmente por ter de funcionar na capital do Império”.

## Dados Políticos

### Nome
O nome atribuído ao partido, surge da evolução de uma corrente conservadora nascida no final de 1834 e ao qual passou a ser denominada de Partido Regressista em 1837 por Feijó e seus aliados. Esse partido foi renomeado para Partido da Ordem em algum momento de 1843 para se distinguir daqueles que os Regressistas viam como Liberais "indisciplinados". Os membros do Partido da Ordem eram conhecidos como saquaremas. O nome também refletia a maturação dos princípios que o partido há muito defendia: liberalismo, excepcionalismo, preservação da autoridade do estado e uma monarquia parlamentar representativa. Sendo, por fim, por volta de 1853 conhecido como Partido Conservador.

### Programa

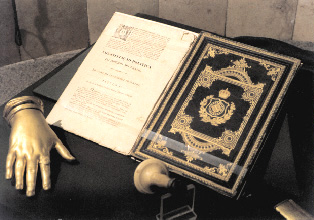
Constituição Política do Império do Brasil.

Em 1837, ano que se data o aparecimento do Partido Conservador. A luta entre o poder legislativo e o executivo, e a falta de apoio à política de Feijó teve como consequência a renúncia deste, em 1837 do cargo de Regente do império. Pedro de Araujo Lima substituiu-o interinamente: foi organizado novo ministério, e mudada a situação política. "Uma das principais feições que distinguia logo os partidos políticos, em que começou a dividir-se em 1837 a sociedade brasileira […] foi sem dúvida nenhuma a que procedera da necessidade de interpretar-se legalmente o Ato Adicional á Constituição do Império".
Dos discursos proferidos por membros eminentes desse partido no Parlamento, especialmente em 1838, das discussões na imprensa das opiniões emitidas
pelo governo, e de diversos atos deduz-se que no pensar dos conservadores o Ato Adicional, e as deliberações tomadas por várias Assembleias Provinciais ameaçavam a integridade do império.
Era preciso fixar as atribuições delas para evitar que "com suas variadas interpretações formassem estados no estado". Acreditavam que além do Ato Adicional, leis anteriores votadas no período Regencial nulificavam a centralização política, enfraqueciam a autoridade, atracavam a unidade e prestigio da ação governamental.
Pode-se, pois, afirmar que o programa desse partido encerrava como teses principais as seguintes:
- Interpretação do Ato Adicional, restringindo as atribuições das Assembleias Provinciais.[32]
- Rigorosa observância dos preceitos da Constituição.
- Resistência a inovações políticas, que não fossem maduramente estudadas.[4]
- Restabelecimento do Conselho de Estado.[33][nota 2]
- Centralização política, toda a força a autoridade e leis de compressão contra as aspirações anarquizadoras para que se restituísse e restaurasse a paz, a ordem, o progresso pautado e refletido, e a unidade do império sob o regime representativo e monárquico, que exclusivamente conseguiria fazer a nação prosperar e engrandecer-se.[4]

Eis as ideias com que se formou a escola conservadora.
Posteriormente a marcha dos acontecimentos, e questões atiradas á discussão pelo Partido Liberal a levaram a declarar como princípios de seu programa, consagrados pela Carta Constitucional os seguintes:
- Os atos do Poder Moderador são exequíveis sem a referenda e sem a responsabilidade, quer legal, quer moral, dos ministros.[34]
- O imperador impera, governa e administra.[4][nota 4]

### Raízes ideológicas
Os regressistas (também chamados de caramurus) tendo perdido seu principal objetivo com a morte de D. Pedro I, aliaram-se aos liberais moderados, estes que seriam o núcleo do Partido Conservador. Esta origem liberal manteria o Partido Conservador fiel aos princípios da democracia liberal.
Enquanto o Partido Liberal se aglutinou em torno da defesa do Ato Adicional de 1834, o Partido Conservador foi se organizando em torno da tese da necessidade de limitar o alcance liberal do Ato Adicional (apelidado de "a carta da anarquia") através de uma lei interpretativa. Assim, na Regência Una de Pedro de Araújo Lima, o Ato Adicional foi revisto, instituindo-se a "Lei Interpretativa do Ato Adicional", a qual revogava alguns dos aspectos mais federalistas do Ato.
Os dois partidos não apresentavam diferenças ideológicas marcantes, aceitando ambos a filosofia liberal clássica, de pouca intervenção do Estado no domínio econômico e outras características próprias do Liberalismo do século XIX. Como diria Holanda Cavalcanti, "nada mais parecido com um saquarema do que um luzia no poder". Na maioria, a antinomia conservador-liberal referia-se apenas a uma atitude psicológica, a oposição entre "moderação" e "exaltação". De modo que se vemos constantes reivindicações liberais sendo realizadas por ministérios conservadores, a razão deve ser procurada neste espírito liberal subjacente a ambas as posições partidárias.
O Partido Liberal diferia do Partido Conservador quanto ao método ou ao modo de lidar com a realidade social. Os conservadores apostavam num poder central forte, enquanto os liberais defendiam a autonomia das províncias e valorizavam a representação nacional (deputados eleitos). Embora a diferença de posição entre conservadores e liberais não fosse grande nem irreconciliável, ambos adotavam processos absolutamente iguais, usando da máquina administrativa de acordo com suas necessidades eleitoralistas. A ponto de o Imperador D. Pedro II do Brasil registrar em suas notas particulares que "a nossa principal necessidade política é a liberdade de eleição".

## Legado
Entre suas realizações temos o restabelecimento do Conselho de Estado, a reforma do Código de Processo, e a Abolição da Escravatura (desde a supressão do tráfico de negros, sob a gestão de Eusébio de Queiroz, a Lei do Ventre Livre, de 1871, a Lei dos Sexagenários — preparada pelos liberais, mas promulgada por um gabinete conservador — e finalmente a Lei Áurea, do conservador João Alfredo). Credita-se aos conservadores ainda a adoção do sistema métrico decimal, o primeiro recenseamento geral do Império e o impulso principal à modernização das vias de comunicação.

## Desempenho eleitoral

### Presidentes do Conselho de Ministros
| Nome                                                            | Retrato | Origem         | Período dos mandatos                          | Ref.                        |
| --------------------------------------------------------------- | ------- | -------------- | --------------------------------------------- | --------------------------- |
| Pedro de Araújo Lima Visconde de Olinda (1793–1870)             |         | Pernambuco     | 29 de setembro de 1848 – 8 de outubro de 1849 | [ 41 ] [ 42 ] [ 43 ]        |
| José da Costa Carvalho Visconde de Monte Alegre (1796–1860)     |         | Bahia          | 6 de outubro de 1849 – 11 de maio de 1852     | [ 44 ] [ 45 ] [ 46 ]        |
| Joaquim José Rodrigues Torres Visconde de Itaboraí (1802–1872)  |         | Rio de Janeiro | 11 de maio de 1852 – 6 de setembro de 1853    | [ 47 ] [ 48 ]               |
| Honório Hermeto Carneiro Leão Marquês do Paraná (1801–1856)     |         | Minas Gerais   | 6 de setembro de 1853 – 3 de setembro de 1856 | [ 49 ]                      |
| Luís Alves de Lima e Silva Marquês de Caxias (1803–1880)        |         | Rio de Janeiro | 3 de setembro de 1856 – 4 de maio de 1857     | [ 50 ] [ 51 ]               |
| Pedro de Araújo Lima Marquês de Olinda (1793–1870)              |         | Pernambuco     | 4 de maio de 1857 – 12 de dezembro de 1858    | [ 41 ] [ 42 ] [ 43 ] [ 52 ] |
| Antônio Paulino Limpo de Abreu Visconde de Abaeté (1798–1883)   |         | Portugal       | 12 de dezembro de 1858 – 10 de agosto de 1859 | [ 53 ] [ 54 ] [ 55 ] [ 56 ] |
| Ângelo Moniz da Silva Ferraz (1812–1867)                        |         | Bahia          | 10 de agosto de 1859 – 2 de março de 1861     | [ 57 ] [ 58 ]               |
| Luís Alves de Lima e Silva Marquês de Caxias (1803–1880)        |         | Rio de Janeiro | 2 de março de 1861 – 24 de maio de 1862       | [ 51 ] [ 59 ]               |
| Joaquim José Rodrigues Torres Visconde de Itaboraí (1802–1872)  |         | Rio de Janeiro | 16 de julho de 1868 – 29 de setembro de 1870  | [ 46 ] [ 60 ]               |
| José Antônio Pimenta Bueno Visconde de São Vicente (1803–1878)  |         | São Paulo      | 29 de setembro de 1870 – 7 de março de 1871   | [ 61 ]                      |
| José Maria da Silva Paranhos Visconde do Rio Branco (1819–1880) |         | Bahia          | 7 de março de 1871 – 25 de junho de 1875      | [ 62 ] [ 63 ]               |
| Luís Alves de Lima e Silva Duque de Caxias (1803–1880)          |         | Rio de Janeiro | 25 de junho de 1875 – 5 de janeiro de 1878    | [ 64 ]                      |
| João Maurício Wanderley Barão de Cotejipe (1815–1889)           |         | Bahia          | 20 de agosto de 1885 – 10 de março de 1888    | [ 65 ] [ 66 ]               |
| João Alfredo Correia de Oliveira (1835–1919)                    |         | Pernambuco     | 10 de março de 1888 – 7 de junho de 1889      | [ 67 ] [ 68 ]               |

### Participação em eleições parlamentares gerais
Quantidade, por legislatura, de congressistas eleitos pelo Partido para o Senado Imperial:
| Legislatura      | Eleitos | %         | Var. |
| ---------------- | ------- | --------- | ---- |
| 20.ª (1886-1889) | 34 / 71 | sem dados | 0    |
| 19.ª (1885)      | 20 / 58 | sem dados | 0    |

| Período     | Eleitos | %  | Var. |
| ----------- | ------- | -- | ---- |
| (1826-1889) | 8 / 20  | 40 | 0    |

## Membros notáveis
- Antônio Joaquim da Rosa, Barão de Piratininga
- Bernardo Pereira de Vasconcelos
- Elias Antônio Pacheco e Chaves
- Francisco de Paula Rodrigues Alves
- Honório Hermeto Carneiro Leão, Marquês do Paraná
- Joaquim José Rodrigues Torres, Visconde de Itaboraí
- João Alfredo Correia de Oliveira
- João Jacinto de Mendonça
- João Maurício Wanderley, Barão de Cotejipe
- João Simões Lopes, Visconde da Graça
- José da Costa Carvalho, Visconde de Monte Alegre
- José Maria da Silva Paranhos, Visconde do Rio Branco
- José Maria da Silva Paranhos Júnior, Barão do Rio Branco
- Luís Alves de Lima e Silva, Duque de Caxias
- Pedro de Araújo Lima, Marquês de Olinda
- Vicente Pires da Mota
- José Vieira de Rezende e Silva
- Teodoro Rodrigues de Morais

## Galeria de imagens

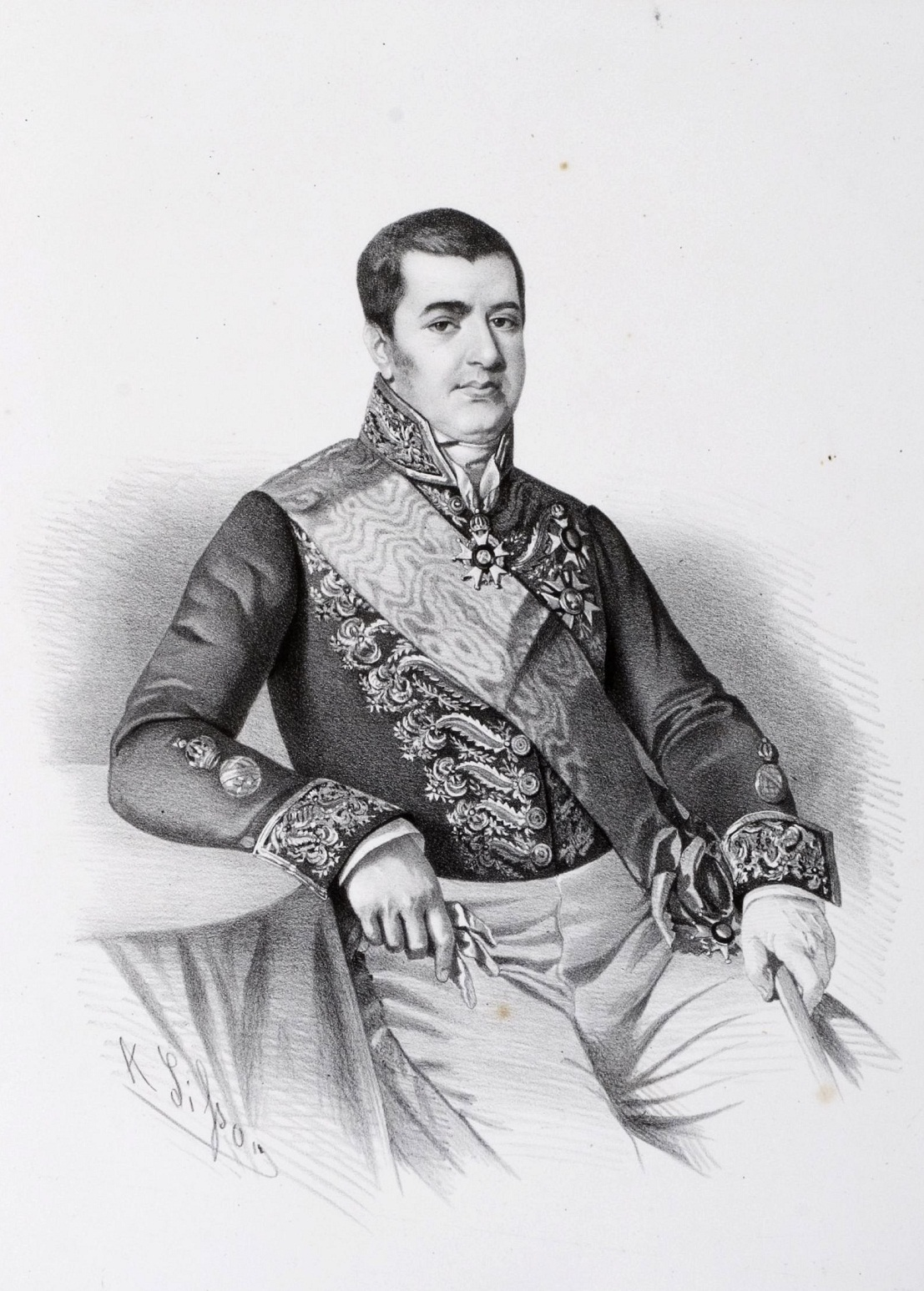
Bernardo Pereira de Vasconcellos, em c. 1858.
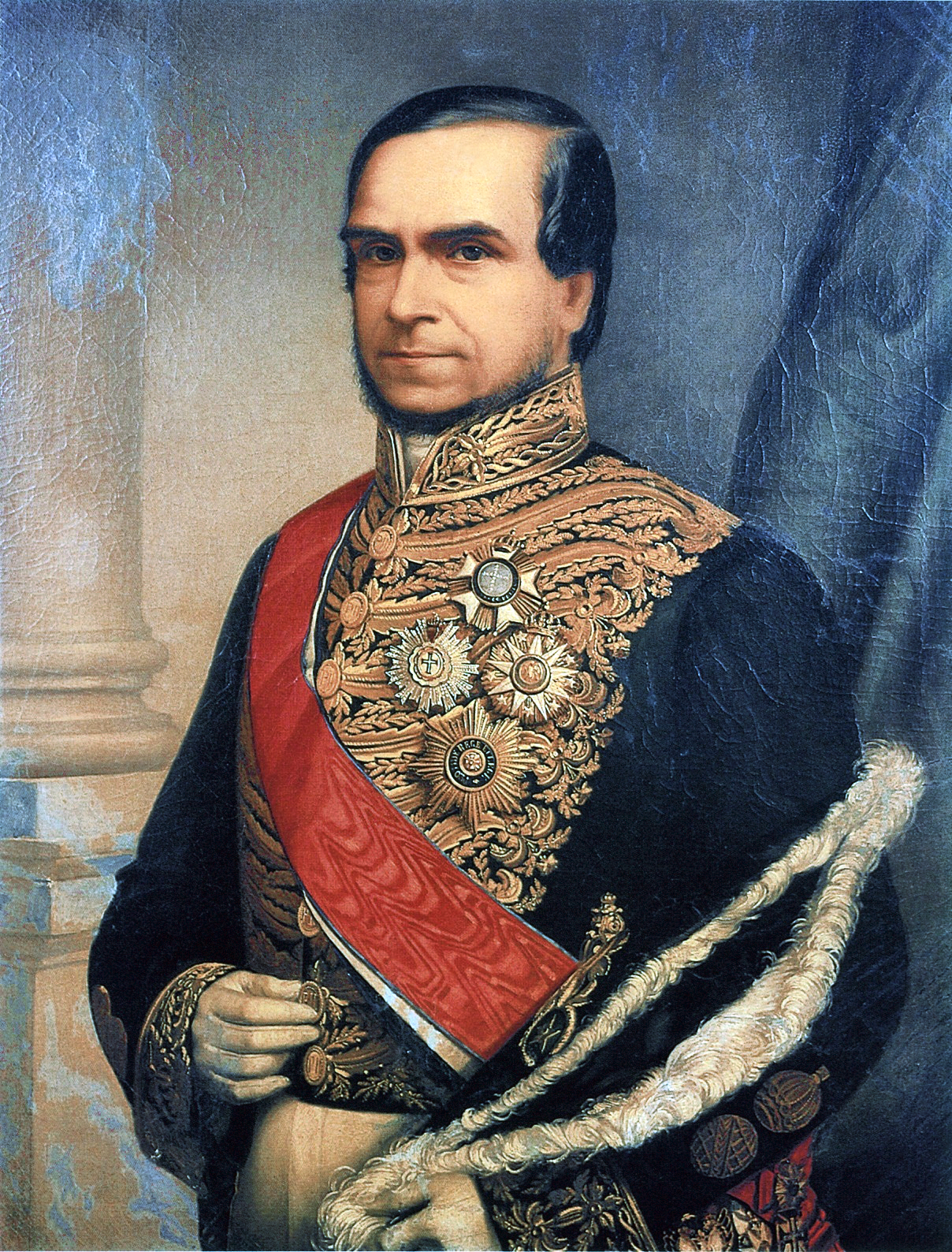
Honório Hermeto Carneiro Leão, Marquês do Paraná, em 1856.
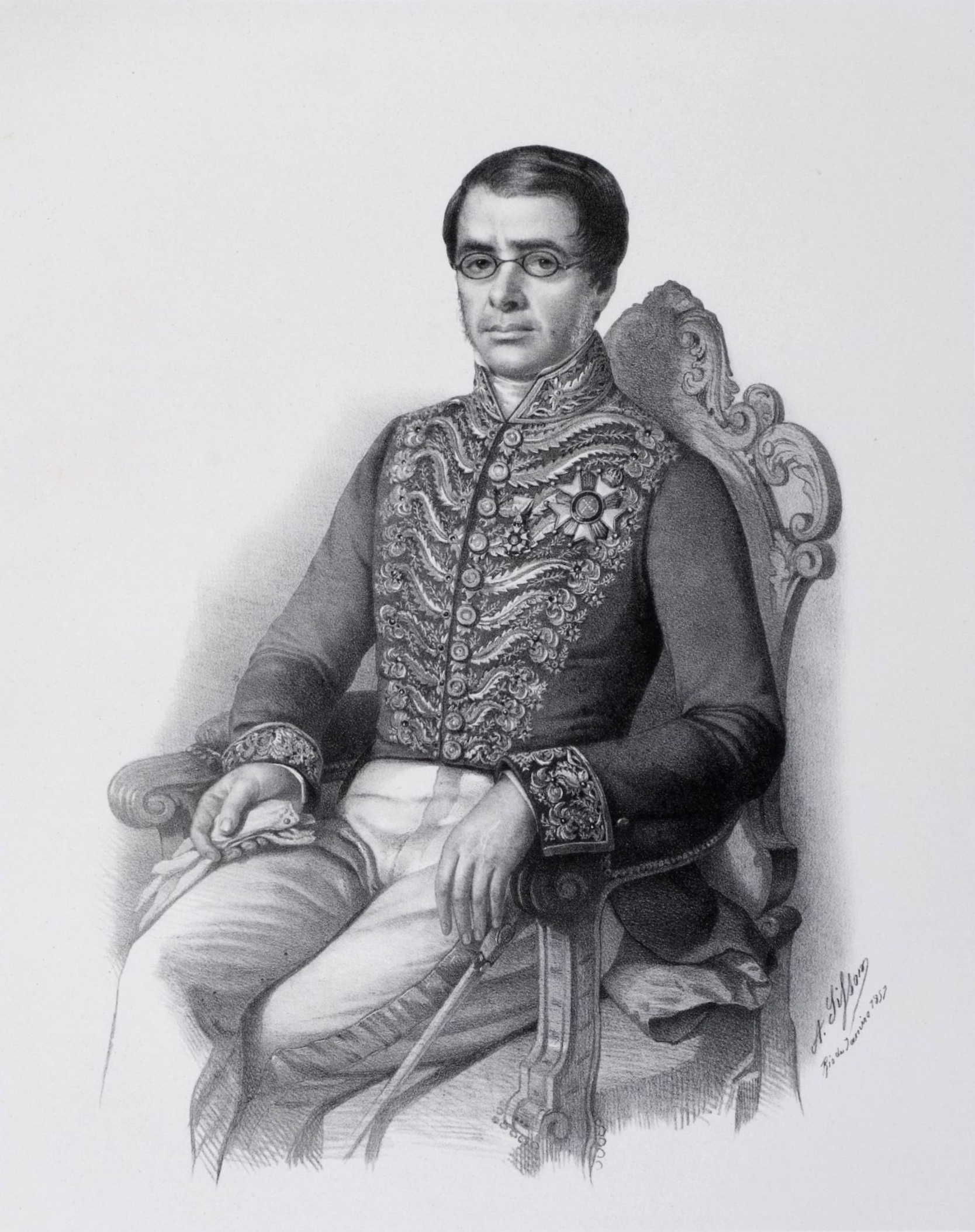
Joaquim José Rodrigues Torres, Visconde de Itaboraí, em 1857.
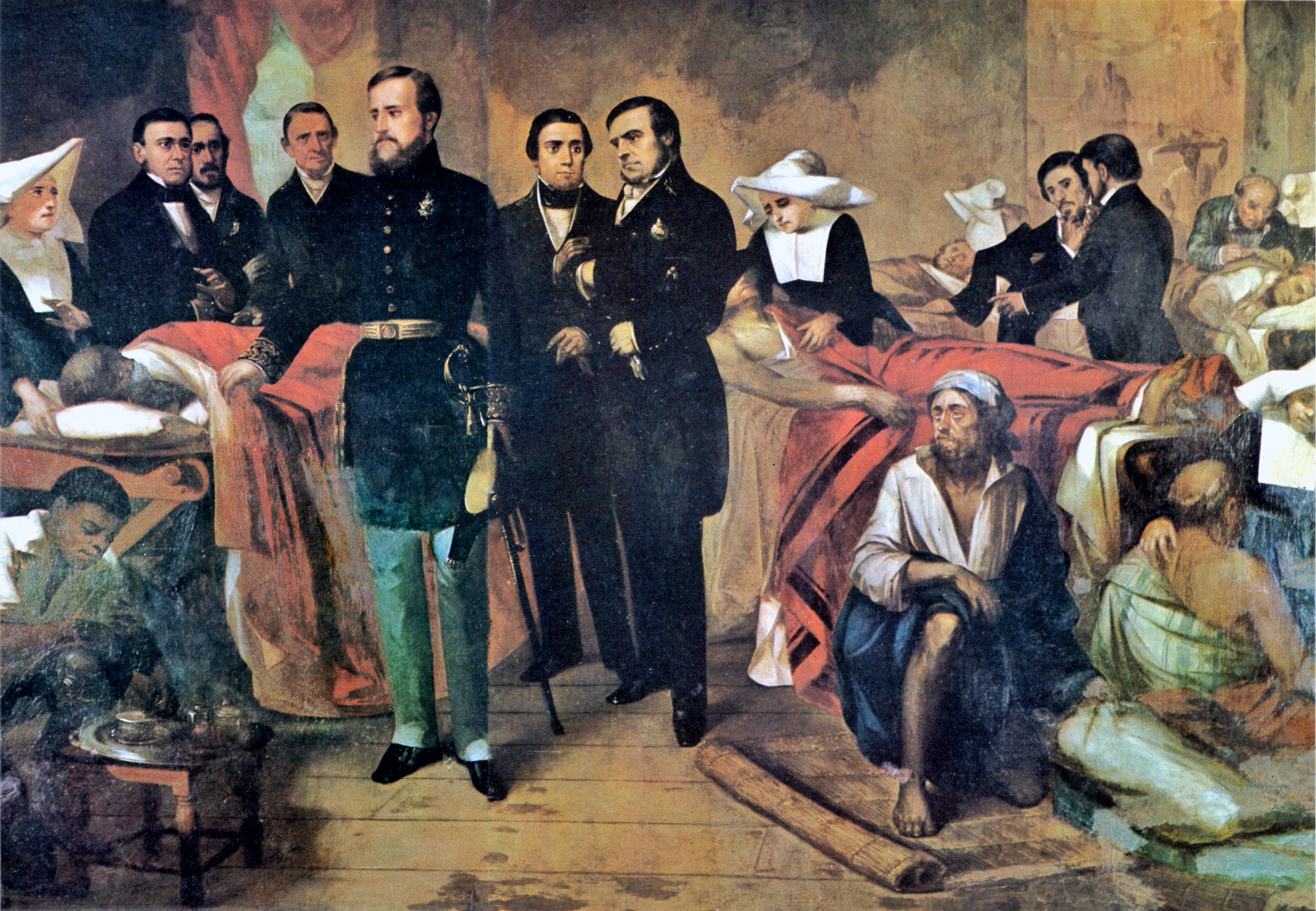
D. Pedro II e Paraná visitando vítimas de cólera em 1855.
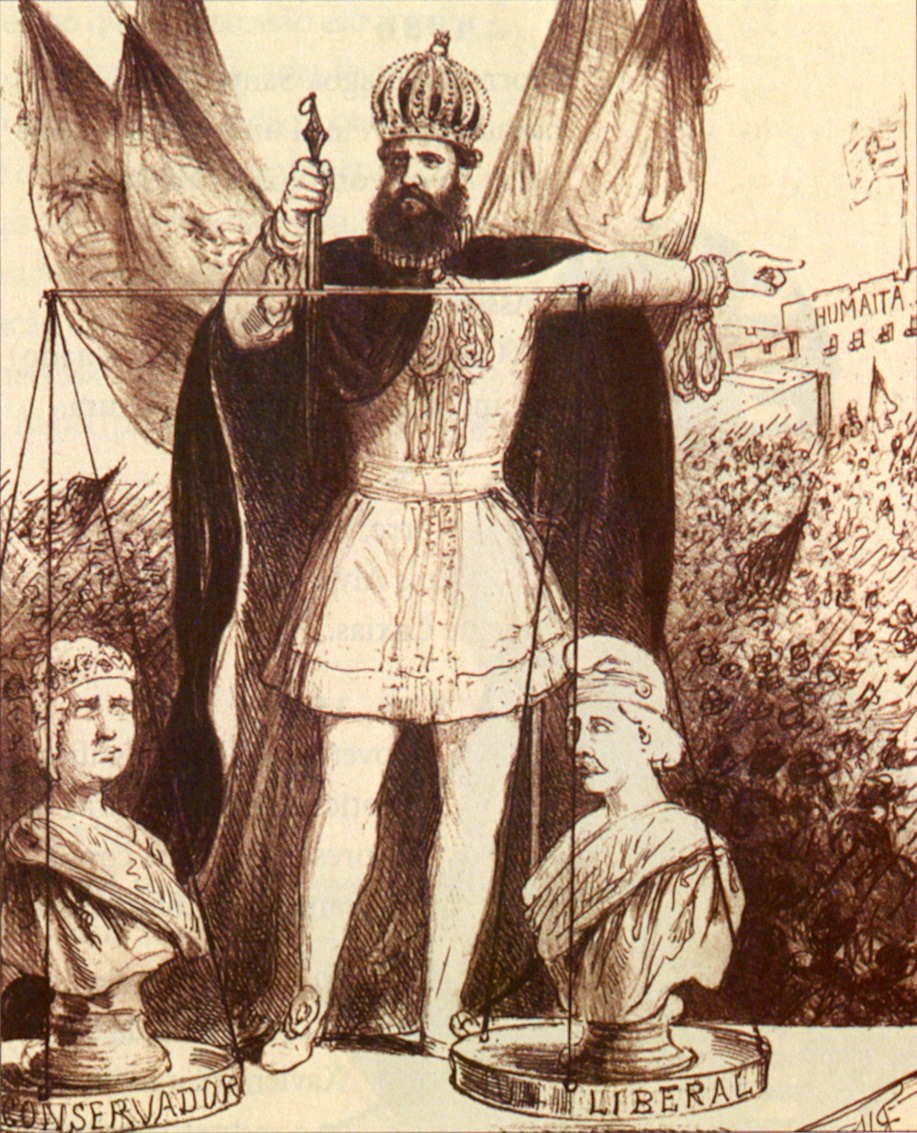
Imperador D. Pedro II: o equilíbrio entre as disputas políticas (de liberais com conservadores).